# Le Relecq-Kerhuon
Le Relecq-Kerhuon (bret. Ar Releg-Kerhuon) – miejscowość i gmina we Francji, w regionie Bretania, w departamencie Finistère. W 2013 roku populacja gminy wynosiła 11 581 mieszkańców. Pomiędzy miejscowościami Le Relecq-Kerhuon a Plougastel-Daoulas rzeka Élorn uchodzi estuarium do zatoki Rade de Brest. 